# Rex Nemorensis

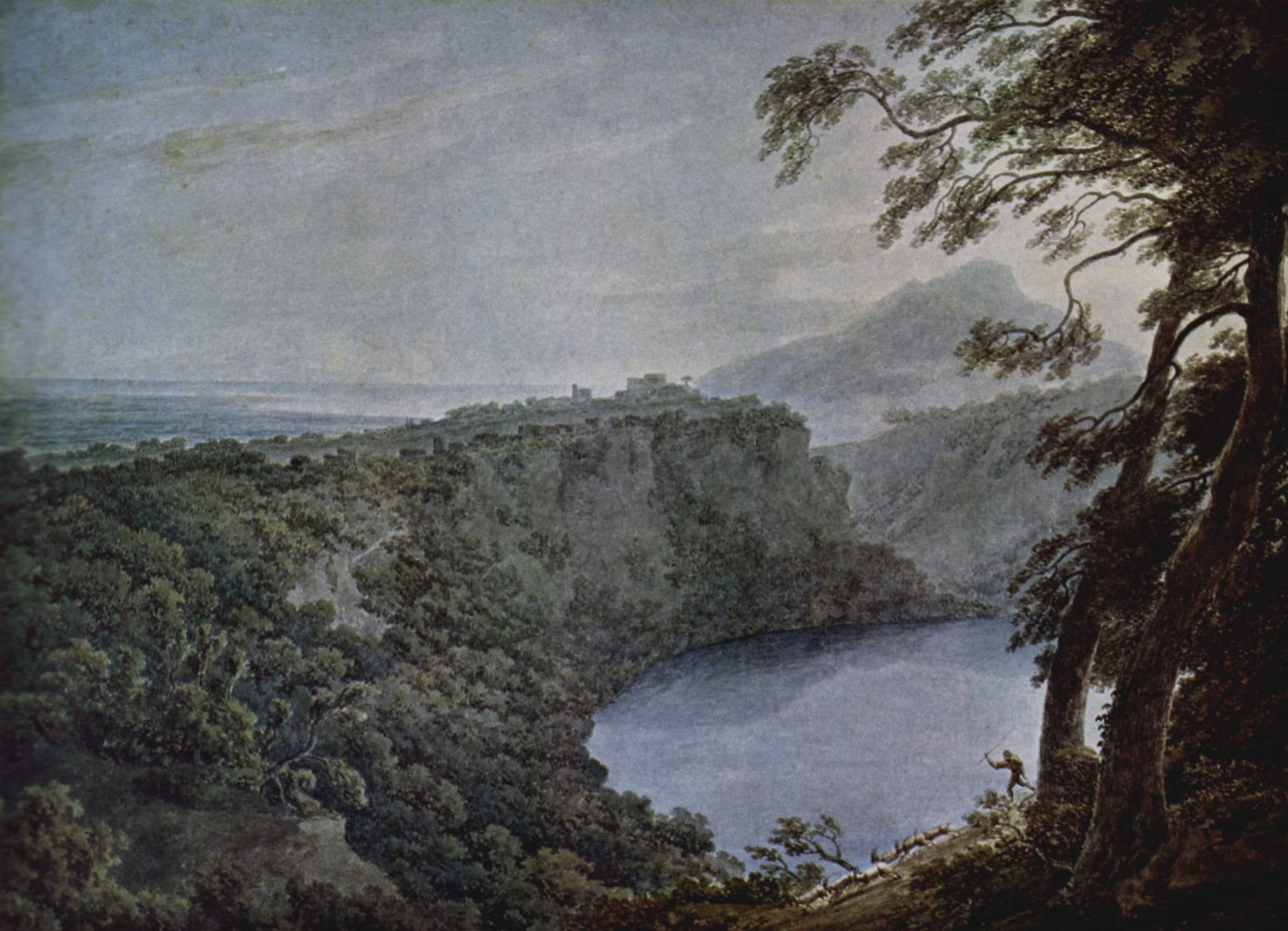
Jezioro Nemi w XVIII wieku (mal. John Robert Cozens)

Rex Nemorensis (łac. dosł. król leśny) – w starożytnej Italii tytuł kapłana, opiekuna świętego gaju oraz świątyni Diany nad jeziorem Nemi w Arycji. Jego towarzyszką – „leśną królową”, była sama Diana.
Rex Nemorensis sprawował swoje kapłaństwo dożywotnio. Na ogół był to osobnik ścigany przez prawo (przestępca lub zbiegły niewolnik). Funkcja kapłana chroniła go przed pościgiem i karą, zabić go mógł jednak każdy, kto był w stanie tego dokonać w walce wręcz (był to zatem dość swoiście pomyślany azyl). Warunkiem nieodzownym rozpoczęcia walki było ułamanie przez przybysza gałęzi ze świętego drzewa (którego rex musiał z tego powodu strzec jak oka w głowie). Jeśli przybysz wygrał pojedynek, mógł zostać nowym rex Nemorensis, z wszystkimi tego konsekwencjami.
Opisane warunki sprawiały, że funkcja ta była raczej mało lukratywna z powodu stałego zagrożenia śmiercią. Decydowali się więc na nią tylko ci, których w innym wypadku i tak czekała pewna śmierć, i to w męczarniach (na krzyżu itp.).
Uprawiany w Arycji kult drzew, a zwłaszcza tryb następstwa na stanowisku kapłana Diany, skłaniają do przypuszczeń, że była to instytucja bardzo stara, przedhistoryczna. Już w starożytności uznawano ją za nieco barbarzyńską. Instytucja rex Nemorensis utrzymała się jednak co najmniej do czasów dynastii Antoninów, a prawdopodobnie o wiele dłużej.